# Едуард Фром
Едуард Чарлз Фроум (на английски: Edward Charles Frome) е английски армейски офицер, топограф и изследовател на Австралия.

## Биография
Роден е на 7 януари 1802 година в Гибралтар. Завършва училище в Лондон, където става близък приятел на Бенджамин Дизраели. През 1825 завършва Кралската военна академия. От 1827 до 1833 участва в изграждането на плавателен канал в Канада.
През септември 1839 г. заминава за Аделаида, Австралия, където е назначен за инспектор-топограф на щата Южна Австралия, като заема този пост в продължение на десет години. По време на мандата си извършва значителни изследвания, проучвания и топографски заснемания на големи части от щата.
През 1843 ръководи експедиция, която на 30°39′ ю. ш. 139°52′ и. д. / 30.65° ю. ш. 139.866667° и. д., на изток от хребета Флиндърс, открива соленото езеро Фром (2 – 3 хил. км2). През 1849 се завръща в Англия и през следващите двадесет години служи в Мавриций, Шотландия и Гибралтар. От 1869 до 1874 е заместник-губернатор на остров Гърнзи. През 1877 се пенсионира от армията с чин генерал.
Умира на 2 ноември 1890 година в Юъл, графство Съри, на 88-годишна възраст.

## Памет
- Неговото име носи езеро Фроум (30°39′ ю. ш. 139°52′ и. д. / 30.65° ю. ш. 139.866667° и. д.), в щата Южна Австралия.